# Enkel Alikaj
Enkel Alikaj (Tirana, 27 dicembre 1981) è un ex calciatore albanese, di ruolo centrocampista.

## Carriera

### Nazionale
Ha collezionato 6 presenze con la maglia della Nazionale albanese Under-21.

## Palmarès

### Club

#### Competizioni nazionali
- Campionato albanese: 2

Skënderbeu: 2013-2014, 2014-2015
- Supercoppa d'Albania: 1

Skënderbeu: 2014